# Cube (Esmeraldas)
Cube ist eine Ortschaft und eine Parroquia rural („ländliches Kirchspiel“) im Kanton Quinindé der ecuadorianischen Provinz Esmeraldas. Die Parroquia besitzt eine Fläche von 700,1 km². Die Einwohnerzahl lag im Jahr 2010 bei 7590. Die Parroquia wurde am 23. Oktober 1954 gegründet.

## Lage
Cube liegt im Tiefland von Nordwest-Ecuador. Die Ortschaft liegt an der Einmündung des Río Cube in den Río Viche. Der Río Viche durchquert das Gebiet in östlicher Richtung und entwässert es dabei. Der Ort Cube befindet sich 33 km nordnordwestlich von Rosa Zárate, Verwaltungssitz des Kantons Quinindé. Die Fernstraße E20 (Esmeraldas–Santo Domingo de los Colorados) durchquert den Osten der Parroquia in Nord-Süd-Richtung.
Die Parroquia Cube grenzt im Nordosten an die Parroquia Viche, im Osten an die Parroquia Chura, im Südosten an die Parroquia Rosa Zárate, im Südwesten an die Parroquia Cojimíes (Kanton Pedernales, Provinz Manabí), im Westen an die Parroquias San José de Chamanga und San Gregorio (beide im Kanton Muisne) sowie im Norden an die Parroquia Coronel Carlos Concha Torres (Kanton Esmeraldas).